# ФК „Ботев - Дебелец“
Вижте пояснителната страница за други значения на Ботев.
„Ботев“ е футболен клуб в град Дебелец, община Велико Търново, област Велико Търново.
Неговият отбор се състезава в първенството на ОФГ „Юг“ Велико Търново. Играе мачовете си на стадион „Христо Ботев“ в Дебелец.

### Сезон 2008/2009
През сезон 2008/2009 след обединението на „Ботев-Бали“ Дебелец и „Янтра 2003“ Драганово се появява „Бали 2002“ (Дебелец) .

#### Сезон 2013/201
През сезон 2013/14 клубът дава лиценза си на Етър Велико Търново.

#### Сезон 2018/2019
Отборът на Ботев (Дебелец) е с нов лиценз, поради административни неуредби от страна на бивше ръководство с ФК Етър Велико Търново. Тимът стартира от най-долната група в ОФГ Велико Търново. Привлечени са доста играчи главно от старша възрастова група на ФК Етър Велико Търново, като участие вземат и няколко футболисти от стария отбор.